# Parada de Hospital Vila (TRAM Alicante)
Hospital Vila es una parada del TRAM Metropolitano de Alicante donde presta servicio la línea 1. Está situada en la zona norte del término municipal de Villajoyosa.

## Localización y características
Se encuentra ubicada junto a la avenida Alcalde En Jaume Botella Mayor, en el lado norte del Hospital Marina Baixa, desde donde se accede. Dispone de dos andenes y dos vías.

## Líneas y conexiones
| << Cabecera | < Estación     | Línea | Estación >     | Cabecera >> |
| ----------- | -------------- | ----- | -------------- | ----------- |
| Luceros     | Costera Pastor |       | Cala Finestrat | Benidorm    |